# محيي الدين درويش
محيي الدين بن أحمد بن مصطفى الدرويش (1908 - 1982 م) شاعر وصحفي سوري. ولد في حمص ودرس في كُتّابها. عمل في الصحافة، وراسل عدة جرائد ثم رأس تحرير عدة منهم. انتقل إلى الحقل التربويّ فعُيّن مدرّسًا للأدب العربي في المرحلة الثانوية. له شعر جيد متفرِّق لم يجمعه في ديوان. اشتَهَر بكتابه "إعراب القرآن الكريم وبيانه".

## سيرته
ولد محيي الدين بن أحمد بن مصطفى الدرويش سنة 1908 في حمص. تلقى علومه في كتابيب حمص، فأنهى دراسته للقرآن وهو في سن العاشرة. ثم التحق بمدرسة دار المعلمين العليا في دمشق. عمل مدرساً للأدب العربي في مدارس حمص التجهيزية بعد أن اختارته وزارة المعارف لهذا العمل في عام 1932. عمل في الصحافة فراسل عدة جرائد منها الأيّام والقبس وألف باء. ثم رأس تحرير جريدة التوفيق فجريدة الضّحى ثم رأس تحرير جريدة الفجر الأدبية. وفي عام 1963 أصدر مجلة الخمائل الأدبية. كان عضواً في المجلس الأعلى لرعاية الفنون والآداب والعلوم الاجتماعية. توفي محيي الدين الدرويش في سنة 1982.

## شعره
له شعر جيّد متفرّق لم يجمعه في ديوان. وله أيضاً عدد من الدراسات والأبحاث، منها:
- تحقيق ديوان ديك الجن بالاشتراك، 1960
- الرواد الأوائل للشعر في مدينة حمص، سنة 1969

من كتبه:
- إعراب القرآن وبيانه

وله مقالات.

## أنظر أيضاً
- رفيق فاخوري